# Конти (кантон)
Конти (фр. Conty) — упраздненный кантон во Франции, регион Пикардия, департамент Сомма. Входил в состав округа Амьен.
В состав кантона входили коммуны (население по данным Национального института статистики за 2009 г.):
- Бакуэль-сюр-Сель (488 чел.)
- Беллёз (339 чел.)
- Боскель (298 чел.)
- Брасси (64 чел.)
- Веленн (154 чел.)
- Конти (1 770 чел.)
- Контр (123 чел.)
- Курсель-су-Туа (55 чел.)
- Лёйи (826 чел.)
- Монсюр (245 чел.)
- Нам-Мениль (1 017 чел.)
- Нампти (237 чел.)
- Невиль-ле-Лёйи (122 чел.)
- Оремо (838 чел.)
- Плаши-Бюйон (891 чел.)
- Прузель (489 чел.)
- Сантели (215 чел.)
- Тийуа-ле-Конти (251 чел.)
- Туа (132 чел.)
- Флёри (234 чел.)
- Фоссманан (109 чел.)
- Фремонтье (151 чел.)
- Эссерто (243 чел.)

## Экономика
Структура занятости населения:
- сельское хозяйство — 10,2 %
- промышленность — 7,8 %
- строительство — 12,2 %
- торговля, транспорт и сфера услуг — 32,5 %
- государственные и муниципальные службы — 37,3 %

## Политика
На президентских выборах 2012 г. жители кантона отдали в 1-м туре Николя Саркози 28,2 % голосов против 24,6 % у Марин Ле Пен и 23,4 % у Франсуа Олланда, во 2-м туре в кантоне победил Саркози, получивший 52,9 % голосов (2007 г. 1 тур: Саркози — 31,9 %, Сеголен Руаяль — 22,1 %; 2 тур: Саркози — 56,7 %). На выборах в Национальное собрание в 2012 г. по 4-му избирательному округу департамента Сомма они поддержали действующего депутата, кандидата партии Союз за народное движение Алена Жеста, набравшего 34,4 % голосов в 1-м туре и 54,1 % - во 2-м туре. На региональных выборах 2010 года в 1-м туре победил список «правых», собравший 29,2 % голосов против 23,0 % у списка социалистов. Во 2-м туре «левый список» с участием социалистов и «зелёных» во главе с Президентом регионального совета Пикардии Клодом Жеверком получил 45,1 % голосов, «правый» список во главе с мэром Бове Каролин Кайё занял второе место с 36,5 %, а Национальный фронт с 18,4 % финишировал третьим.
|  | Кандидат          | Партия                   | % голосов |
|  | ----------------- | ------------------------ | --------- |
|  | Жан-Кристоф Лорик | Демократическое движение | 51,02     |
|  | Ги Лашере         | Правые партии            | 48,98     |

|  | Кандидат     | Партия             | % голосов |
|  | ------------ | ------------------ | --------- |
|  | Ги Лашере    | Правые партии      | 45,49     |
|  | Паскаль Дашё | Зеленые            | 40,61     |
|  | Паскаль Пайе | Национальный фронт | 13,90     |